# Устьвольский, Стефан Михайлович
Стефан Михайлович Устьвольский (известен также как Степан Уствольский фр. Étienne Ustvolski или митрополит Серафим фр. Séraphim métropolitain d'Amérique; 1858, Олонецкая губерния — не ранее 1913, Канада) — глава самопровозглашённой Православной церкви всероссийского патриаршества (Манитоба, Канада).

## Биография
Происхождение фамилии, предположительно, связано с местом рождения его родственников по линии отца — деревней Усть-Волма.
Окончил Олонецкую духовную семинарию, а в 1881 году — Санкт-Петербургскую духовную академию со степенью кандидата богословия и «правом на получение степени магистра без нового устного испытания».
В июне 1881 года назначен священником в московский придворный Верхоспасский собор, а в январе 1882 года переведён на священническое место в церковь 8-го Гренадерского московского полка, квартировавшего в Твери. В апреле 1882 года был обвинён командиром полка полковником Иваном Карловичем фон Бурзи в неблаговидном поведении, что полностью подтвердилось в ходе проведённого расследования. Священник обратился в Святейший синод с прошением о сложении сана. Прошение было удовлетворено и, в виде исключения, Высочайшим указом ему были дарованы права и чин коллежского секретаря, которые по истечении какого-то времени, по неизвестным (скрываемым самим владельцем) причинам, им были утрачены.
В 1899 году приехал в Новгород, числясь архангельским мещанином и по приговору мирового судьи Холмогорского уезда Архангельской губернии отбывал трёхнедельное заключение в арестантской камере Торговой стороны Новгорода. Был осуждён по одной из статей «Уложения о наказаниях уголовных и исправительных» — «за истребление, снятие, срывание и повреждение печатей, наложенных по распоряжению судебных и других властей». По утверждениям новгородского полицмейстера А. Сердюкова, живя в Архангельской губернии, Уствольский состоял под надзором полиции. Позднее Уствольский подал прошение о зачислении его в новгородское мещанство. Одновременно в местной духовной консистории рассматривалось дело о расторжении брака Уствольского с его супругой, которая, по некоторым источникам, ушла от него ещё в Архангельске.
В начале 1901 года, после расторжения брака, Уствольский обратился в Святейший синод с прошением «о дозволении ему принять монашество и возвращении священного сана». В этой связи в мае 1901 года определён на послушание в Новгородский Хутынский Спасо-Варлаамовский монастырь. Через два месяца с начала срока своего послушания он отпросился в отпуск за границу с целью «поклонения святому гробу Господню». Во время путешествия, с его слов, в одном из монастырей он был пострижен в монашество с именем Серафим. В России это принято не было и его в декабре 1901 года этапировали в Суздаль, в Спасо-Евфимиев монастырь. В июне 1902 года ему разрешили покинуть монастырь.
Оказавшись на Афоне, с его слов, он был хиротонисан патриархом Анфимом в «епископа-миссионера». После этого «посвящения в епископы» Серафим был замечен осенью 1902 года в Новгороде, а в декабре отправился в Северную Америку, где некоторое время гостил у украинских священников в Филадельфии. Ко времени прибытия в Виннипег он не принадлежал ни к Русской православной церкви, ни к какой-либо другой церковной юрисдикции. Украинцы в прериях приняли его как странствующего праведника по традиции, существовавшей ещё с истоков христианства.
В апреле 1903 года Серафим прибыл в Виннипег, где объявил об основании новой церкви, не принадлежавшей к какой-либо из известных религиозных конфессий, которую назвал Православной российской церковью. Обрядность церкви напоминала русскую православную традицию, однако она ориентировалась на канадских украинцев. Богослужения велись по восточному обряду, с которым иммигранты были знакомы. Серафим начал рукополагать канторов и диаконов. 13 декабря 1903 года небольшое здание на восточной стороне улицы Макгрегор, между Манитоба-авеню и Притчард-авеню (вероятно, бывшая церковь Святого Духа) было официально благословлено Серафимом и открыто для поклонения.

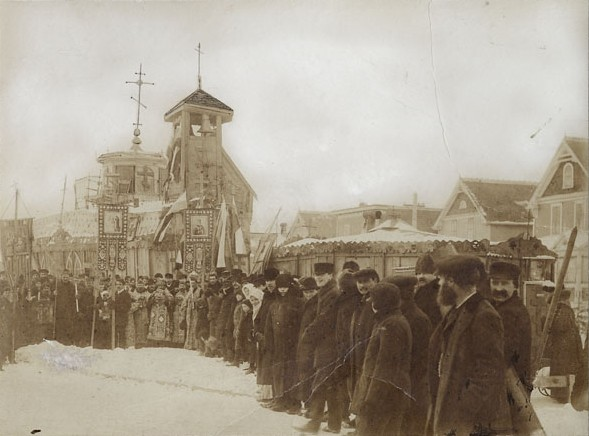
Серафим и его «Жестяной собор»

В ноябре 1904 года он приступил к строительству «жестяного» кафедрального собора на углу Кинг-стрит и Стелла-авеню. Харизматичный Серафим посвятил около 50 священников и диаконов, многих из них - полуграмотных, которые стали исполнять священнические обязанности в поселениях, проповедуя независимое православие управления церковным имущество через независимых доверенных. В течение двух лет эта церковь получила почти 60 тыс. сторонников. Из-за различных проступков и проблем с алкоголем Серафим потерял доверие интеллигенции, которая пригласила его в Виннипег, и вскоре произошёл переворот с целью избавиться от него, при этом не потеряв паствы. Серафим отправился в Санкт-Петербург, чтобы попытаться получить признание и дальнейшее финансирование от российского Священного синода для своей процветающей церкви. Во время его отсутствия Иван Бодруг и Иван Негрич, к тому времени уже студенты богословия в Манитобском колледже, а также священники серафимовской церкви, смогли получить гарантии пресвитерианского финансирования для церкви Серафима на том основании, что она постепенно перейдёт на пресвитерианскую модель. В конце осени 1904 года Серафим вернулся из России, но не привёз с собой никаких материальных пособий. Вернувшись, он обнаружил измену и быстро отлучил от церкви всех священников, которые принимали в этой измене участие. Он опубликовал их фотографии в местных газетах с именами на груди так, будто они были преступниками. Его месть оказалась недолгой, вскоре он получил известие, что сам отлучён Священным синодом. После отлучения, своего и всех священников, Серафим ушёл в 1908 году и никогда больше не возвращался.
Серафим исчез до 1908 года, но «Украинский голос» (газета, до сих пор публикуется в Виннипеге) сообщал, что по слухам он ещё продавал Библии работникам железной дороги Британской Колумбии в конце 1913 года.